# Maria Josep Colomer i Luque
Pour les articles homonymes, voir Josep, Colomer et Luque.
Maria Josep Colomer i Luque (31 mars 1913 - 24 mai 2004), mieux connue en tant que Mari Pepa Colomer, est l'une des pionnières de l'aviation espagnole. Elle est la première femme instructrice de vol en Espagne, la première catalane et la troisième espagnole, à obtenir une licence de pilote. Elle combat pendant la guerre civile espagnole du côté républicain. Après cela, elle s'exile du pays et ne vole plus jamais.

## Jeunesse et formation

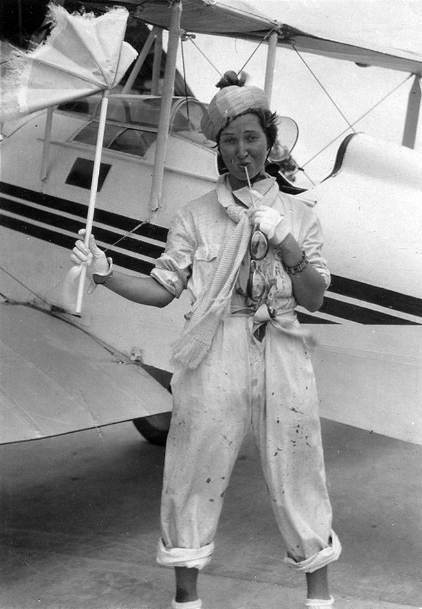
Mari Pepa Colomer recréant son moment Mary Poppins (vers 1934).

Mari Pepa Colomer grandit dans une famille aisée de Barcelone : son père est un artiste de Sabadell, ami de Pablo Picasso, de Salvador Dalí et de ses contemporains. Elle est souvent emmenée dans les bars et à la rencontre des artistes par son père, qui disait à sa mère qu'ils sortaient se promener.
Elle s'inscrit à l'institut de la culture et de la bibliothèque populaire des femmes, dite La Bonne, institution fondée en 1909 par Francesca Bonnemaison dans le but de donner une instruction aux femmes qui travaillent afin qu'elles puissent apprendre un métier et ensuite exercer leur profession. Ses parents veulent qu'elle fréquente l'école culturelle, mais son père la soutient lorsqu'elle demande à apprendre à voler :  elle a grandi en admirant l'aviatrice Amelia Earhart.
À titre anecdotique, Mari Pepa Colomer aurait d'abord « volé » à l'âge de 7 ans, lorsqu'elle a sauté d'une fenêtre du deuxième étage, depuis l'arrière de sa maison, de la rue Principe de Asturias en tenant un parapluie « comme Mary Poppins ». Lors de l'incident, elle se casse les deux jambes,.
Mari Pepa et son père persuadent Josep Canudas, le recteur de l'école d'aviation de Barcelone, de l'autoriser à y suivre les cours. En mai 1930, elle commence à y étudier et devient leur première étudiante. Elle se rend à vélo à l'aérodrome de Catalunya d'El Prat de Llobregat pour tester les avions en cours de réparation par des mécaniciens.
Ces tests font partie d'un accord qui lui permet de continuer à suivre des cours de vol et ils sont si fréquents qu'elle accumule rapidement ses heures de vol.
Les leçons de vol sont par ailleurs financées par son père et par l'héritage du décès de sa grand-mère maternelle, en octobre 1930. 
Son père disait à sa mère qu'elle était sortie pour finir ses études alors qu'en réalité, elle apprenait à voler ; sa mère n'a appris qu'elle avait pris des leçons de vol que lorsque Mari Pepa a fait la couverture du journal La Vanguardia.

## Carrière

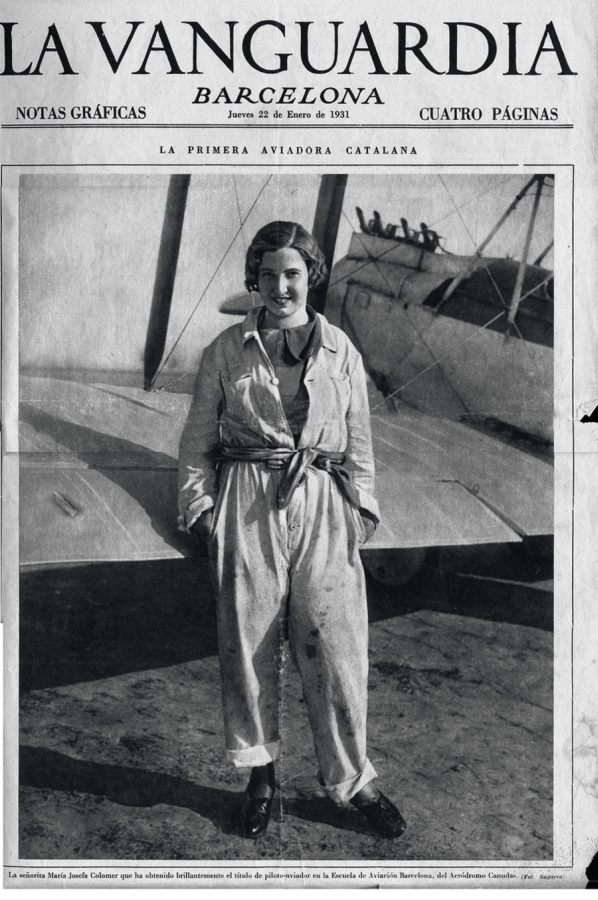
Mari Pepa Colomer en couverture du journal La Vanguardia (22 janvier 1931).

À 17 ans, avec les 60 heures de vol requises, elle obtient sa licence de pilote, le 19 janvier 1931,. Elle est souvent considérée comme la première femme espagnole à obtenir une licence de pilote, bien que María Bernaldo de Quirós ait obtenu sa licence de pilote, en 1928, à Madrid. Mari Pepa Colomer est la troisième femme espagnole à obtenir une licence de pilote et la première femme catalane ; son exploit lui vaut de figurer en première page du principal journal de Catalogne, La Vanguardia, deux jours plus tard, et de recevoir l'hommage de la députation de Barcelone.
Après avoir obtenu sa licence, pour acquérir une expérience professionnelle et prouver qu'elle est au même niveau que le reste des pilotes exclusivement masculins de l'époque, elle suit également un cours de pilote commercial professionnel et occupe divers postes, notamment dans le transport de marchandises et le largage d'avions. Elle participe également à plusieurs concours de pilotes amateurs, notamment le deuxième concours d'aviation de Cardedeu, qui est, à l'époque, bien reconnu dans le monde de l'aviation civile. Elle devient rapidement une figure populaire, car en Espagne, à l'époque, la capacité de voler est un spectacle public, se produisant dans de nombreuses manifestations ; lorsque la deuxième République espagnole est déclarée, elle pilote un avion avec une banderole aux couleurs du nouveau drapeau, au-dessus de Barcelone. L'un de ses premiers passagers est Lluís Companys, le président de la Catalogne. En 1932, elle pose un zeppelin à Barcelone, un événement social de grande envergure. L'un de ses instructeurs, Josep Maria Carreras y Dexeus, est tout aussi célèbre, la presse se faisant souvent l'écho de ses vols.

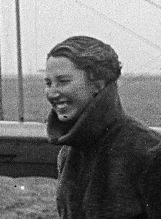
Mari Pepa Colomer auprès d'un avion (années 1930).

En juillet 1935, Mari Pepa Colomer devient la première femme instructrice de vol, en Espagne. En 1936, elle co-fonde la première société coopérative de travail aérien de Catalogne et l'école catalane d'aviation, où elle enseigne également.
Au début de la guerre civile espagnole, elle est enrôlée à l'école de pilotes militaires de la Généralité de Catalogne, avec le grade d'auxiliaire de première classe (en) dans le service aéronautique, où elle travaille à la formation de nouveaux pilotes pour l'armée de l'air républicaine espagnole. Elle devient officier et assume divers rôles : instructrice, pilote de ravitaillement, ambulancière, largage de propagande, évacuation de civils, essais de bombes aériennes, reconnaissance aérienne de la côte. Il n'existe aucun rapport de combat aérien de Mari Pepa Colomer.
Mari Pepa Colomer est républicaine et elle soutient la République espagnole et le gouvernement autonome catalan. Sa première mission a lieu le 2 août 1936. À 23 ans, elle pilote un avion larguant de la propagande antifasciste et pro-catalane après un soulèvement. Elle forme personnellement 70 pilotes de combat et vole parfois pour transporter des soldats sur la ligne de front, à la frontière aragonaise, ainsi que pour ramener des soldats blessés du front. Pendant la guerre, elle pilote un De Havilland DH.84 Dragon, le plus gros avion de la flotte catalane.
Après avoir aidé des milliers de soldats républicains à franchir la frontière franco-espagnole, elle s'exile avec son professeur Carreras, à la fin de la guerre, en 1939, lorsque l'armée franquiste occupe la Catalogne, survolant la frontière avec la France,. En 1984, elle déclare à El País que « tous [les pilotes] ont quitté l'Espagne en avion, bien sûr. Du haut des airs, nous pouvions voir de longues files de personnes marchant vers la France ».

## Vie personnelle
Après leur exil, Mari Pepa Colomer et Carreras ont d'abord vécu à Toulouse, région française de langue occitane. Colomer envisage d'abord de s'envoler pour Montevideo, en Uruguay, où son père s'est exilé, mais elle choisit de rester avec Carreras.
Carreras avait, par le passé, été interprète pour Lord Beaverbrook, qui les avait invités au Royaume-Uni. Le couple se marie et vit dans le comté de Surrey. Carreras sert à nouveau comme pilote, pour la Royal Air Force, obtenant une médaille pour bravoure. Il est donc souvent loin de chez elle : lorsque Mari Pepa Colomer entre en travail, de leurs jumeaux (un fils et une fille), à l'occasion d'un raid aérien, elle doit se rendre à l'hôpital à vélo pour accoucher. Elle vit brièvement en Écosse, dans une maison fournie par Beaverbrook, lorsqu'elle et les enfants ont été évacués. En Écosse, elle travaille à aider les prisonniers et les blessés de guerre.
Après la Seconde Guerre mondiale, elle retourne dans le Surrey, où elle et Carreras travaillent avec des chevaux. Carreras est fait chevalier pour ses services pendant la guerre.
Elle a vécu en Angleterre pour le reste de sa vie, bien qu'elle ait visité l'Espagne à plusieurs reprises. À la fin de sa vie, elle déclare : « Je ne retournerai jamais en Espagne, même si Franco est parti. Je m'en fiche. Presque tous mes amis sont morts et ceux qui ne sont pas morts, vivent ailleurs dans le monde ». Elle n'a plus jamais piloté d'avion. Lorsqu'on lui a demandé pourquoi, elle a toujours répondu qu'en Angleterre, il n'y avait pas de travail pour elle en tant que pilote.

## Décès
Mari Pepa Colomer décède dans le comté de Surrey, en Angleterre, le 24 mai 2004. Ses cendres sont transportées au cimetière de Reus, en Espagne.

## Héritage
Il existe plusieurs avenues portant le nom de Mari Pepa Colomer, à El Prat de Llobregat (Barcelone) et Getafe (au sud de Madrid), une rue portant son nom à Castelldefels (Barcelone) et une école portant son nom, également à El Prat de Llobregat.
En juillet 2018, les Herstóricas : Historia, Mujeres y Género (en français : Son histoire : histoire, femmes et genre) et un collectif d'auteurs de bandes dessinées ont créé un projet d'éducation culturelle pour rendre l'histoire des femmes plus visible, en créant un jeu de cartes, dont l'une représente Mari Pepa Colomer.
Miguel de Lucas écrit, en 2015, que Mari Pepa Colomer « a mené [une vie] de légende et a bénéficié d'une longévité hors du commun. Pourtant, une décennie après sa mort, elle reste inconnue de la plupart des Espagnols ».